# Александров, Иван Николаевич
Иван Николаевич Александров (1 мая 1904; Нижний Новгород, Российская империя — 27 июня 1962; Калининград, РСФСР, СССР) — советский актёр театра, кино и дубляжа. Заслуженный артист РСФСР.
Наиболее известен в спектакле «Негр» по пьесе О'Нила в роли негра Джима, совместно с Алисой Коонен, которая играла роль Эллы. Спектакль представлял историю о любви (1929 год).

## Биография
Родился 1 мая 1904 года в Нижнем Новгороде. Отец работал машинистом железной дороги, Мать была домашней хозяйкой.
В начале Первой мировой войны его отец был призван в армию и Иван оставшийся с матерью, устроился по окончании четырёхклассного городского училища в обувную фабрику по профессии сапожник.
Иван много лет хотел стать артистом, играл в городе Пугачёв любительские спектакли сельского драмкружка, но когда в 1921 году Александров поступил в театральные мастерские Пролеткульта, там и попал в руки  Сергея Эйзенштейна. Александров в течение двух лет играл в ряде спектаклей Пролеткульта, в том числе, и в постановках Эйзенштейна. В 1923 году, когда открылись Государственные экспериментальные театральные мастерские (Вгэктемас) при Камерном театре, Александров сразу же перешёл в число их учащихся. Данный театр ему пришёл по нраву т.к. был синтетическим, сочетавшим в себе драму, пластику, музыку, сценическую выразительность. Окончив мастерские в 1925 году, Александров был зачислен в труппу Камерного театра и работал до закрытия 1949го года. В 1929 году  сыграл свою именитую роль – Джима Гарриса в пьесе Юджина О’Нила «Негр», где о нём заговорили на всю Москву. Постановка пользовалась огромным успехом не только на территории Советского Союза, но и за его пределами. Вместе с артисткой Алисой Коонен они создали яркий дуэт, который принимала публика. Его роль была визитной карточкой на последующие годы, а на сцене Камерного театра актер сыграл ещё около двух десятков ролей.
С наступлением Великой Отечественной войны, Камерный театр уехал в Барнаул, но Иван по своим причинам не смог покинуть Москву. В течение полугода он руководил областным театром комедии и эстрады, потом вошёл в состав Театра имени Ленсовета под руководством Н.М. Горчакова. Сыграл там с успехом Петра Огонькова в пьесе в стихах В.М. Гусева «Москвичка», а когда театр прекратил своё существование, перевёлся в Театр Сатиры. Как только Камерный театр реэвакуировался в столицу, Александров поспешил вернуться в его стены. Работал так же в Московском драматическом театре (Театр на Малой Бронной). Одной из первых работ актёра на этой сцене стал разведчик Николай Кузнецов в военно-приключенческой пьесе «Сильные духом» Д.Н. Медведева и А.Б. Гребнева. Затем последовали и другие.
В 1950-е годы Ивана Николаевича стало подводить здоровье. Ему, одному из первых в СССР, сделали операцию на сердце, и этим ненадолго продлили жизнь. Однако уйти из профессии так и не мог. Александров  продолжал выходить на сцену, правда, со временем всё реже и реже, а вскоре ему дали понять, что театр в нём не нуждается. В один момент ему дали понять, что по причине плохого здоровья лучше не заигрываться   и артист предпочёл уйти в тень. К счастью, у него остался хороший тыл – концертная деятельность и съёмки в кино. Режиссёры заметили актёра довольно поздно, в достаточно хорошем возрасте и он начал сниматься в основном в эпизодических ролях, носивших служебный характер, но артист старался быть убедительным в любом  образе. Самые заметные его работы – старые большевики в «Огненных вёрстах» и «Ветре», милиционер в фильме «Друг мой, Колька!» тоже был запоминающим среди зрителей советского союза.
В 1962 году режиссёр Евгений Карелов пригласил Александрова на роль почтальона в свою картину «Третий тайм», после нескольких эпизодических ролей. Для актёра  эта была первая, но по-настоящему стоящая работа и уехал на съёмки в Калининград. В перерывах давал концерты, читал стихи и прозу.
Ушёл из жизни 27 июня 1962 года во время очередного выступления в калининградском госпитале (упал и наступила мгновенная смерть). Александров не успел дочитать строки из стихотворения Сергея Есенина «Не жалею, не зову, не плачу». В Москву его тело доставили в цинковом гробу. Похоронили артиста на Кузьминском кладбище.

### Критика и оценочные мнения
- Иван Александров и Алиса Коонен в своих ролях показывают всю глубину интенсивной боли , подлинность истинного страдания , которая переходит за черту актерского мастерства[2] и так далее.
- Потрясающе великолепны Алиса Коонен и Иван Александров. Сила их игры и большого трагического дарования заставляет забывать о чужом незнакомом языке[3].

## Личная жизнь
Был дважды в браке.
- Первая супруга — Екатерина Николаевна Штейн-Талалаева.
- Вторая супруга — Тамара Даниловна Элькина.

## Звания и награды
- Заслуженный артист РСФСР (1947)

## Творческие работы

### Дублирование
- 1947 — Идол | Idol, The | L'idole (Франция), Митти Жоэлье, роль Альбера Прежана.

### Фильмография
- 1957 — Огненные вёрсты (раненый большевик)
- 1958 — Ветер (старый большевик)
- 1959 — Люди на мосту (Василий Григорьевич), нет в титрах
- 1959 — Соната Бетховена (короткометражный), (профессор — главная роль)
- 1960 — Ровесник века (директор завода Запорожец)
- 1961 — Водяной (короткометражный), эпизод
- 1961 — Друг мой, Колька! (милиционер), нет в титрах
- 1961 — Человек ниоткуда (член спортивного общества), нет в титрах

### Театральные работы
Много снимался на сцене различных театров. Им были сыграны:
- Вася Охлопков («Укрощение мистера Робинзона, или Потерянный рай» В.А. Каверина)
- Иван Орлов («Линия огня» Н. Никитина)
- Ваня («Не сдадимся» С. Семёнова),
- Гнат Середенко («Дума о Британке» Ю.И. Яновского)
- Жуков («Генконсул» Бр. Тур и Л.Р. Шейнина)
- Медведенко («Чайка» А.П. Чехова)
- Лейтенант Ухтомский («Адмирал Нахимов» И.В. Луковского)
- Жора («Раскинулось море широко» В.В. Вишневского, А.А. Крона и А. Азарова)
- Миловзоров («Без вины виноватые» А.Н. Островского)
- Эльяс («Ветер с юга» Э. Грина)
- Яков («Старик» М. Горького)
- Господин Ренэ Вивьен («Лев на площади» И.Г. Эренбурга)

## Издательства
- Светлана Георгиевна Сбоева.Таиров: Европа и Америка, зарубежные гастроли Московского Камерного театра, 1923-1930.— Артист. Режиссер. Театр, 2010.— 764с.— ISBN 978-5-87334-117-7.
- Владимир Перхин. Деятели русского искусства и М.Б. Храпченко, председатель Всесоюзного комитета по делам искусств, апрель 1939--январь 1948: свод писем. — Наука, 2007. — 850 с. — ISBN 978-5-02-034330-6.
- Владимир Федорович Колязин.Таиров, Мейерхольд и Германия--Пискатор, Брехт и Россия: очерки истории русско-немецких художественных связей.— ГИТИС, 1998.— 276с.— ISBN 978-5-7196-0281-3.
- Камерный театр: статьи, заметки, воспоминания. — Гос. изд-во "Худож. лит-ра", 1934. — 132 с.[3]
- Театр и драматургия: Орган Союза советских писателей. — 1935. — 418 с.